# Pašková
Pašková, ungarisch Páskaháza ist eine Gemeinde im Osten der Slowakei mit 335 Einwohnern (Stand 31. Dezember 2024), die zum Okres Rožňava, einem Teil des Košický kraj, gehört und in der traditionellen Landschaft Gemer liegt.

## Geographie

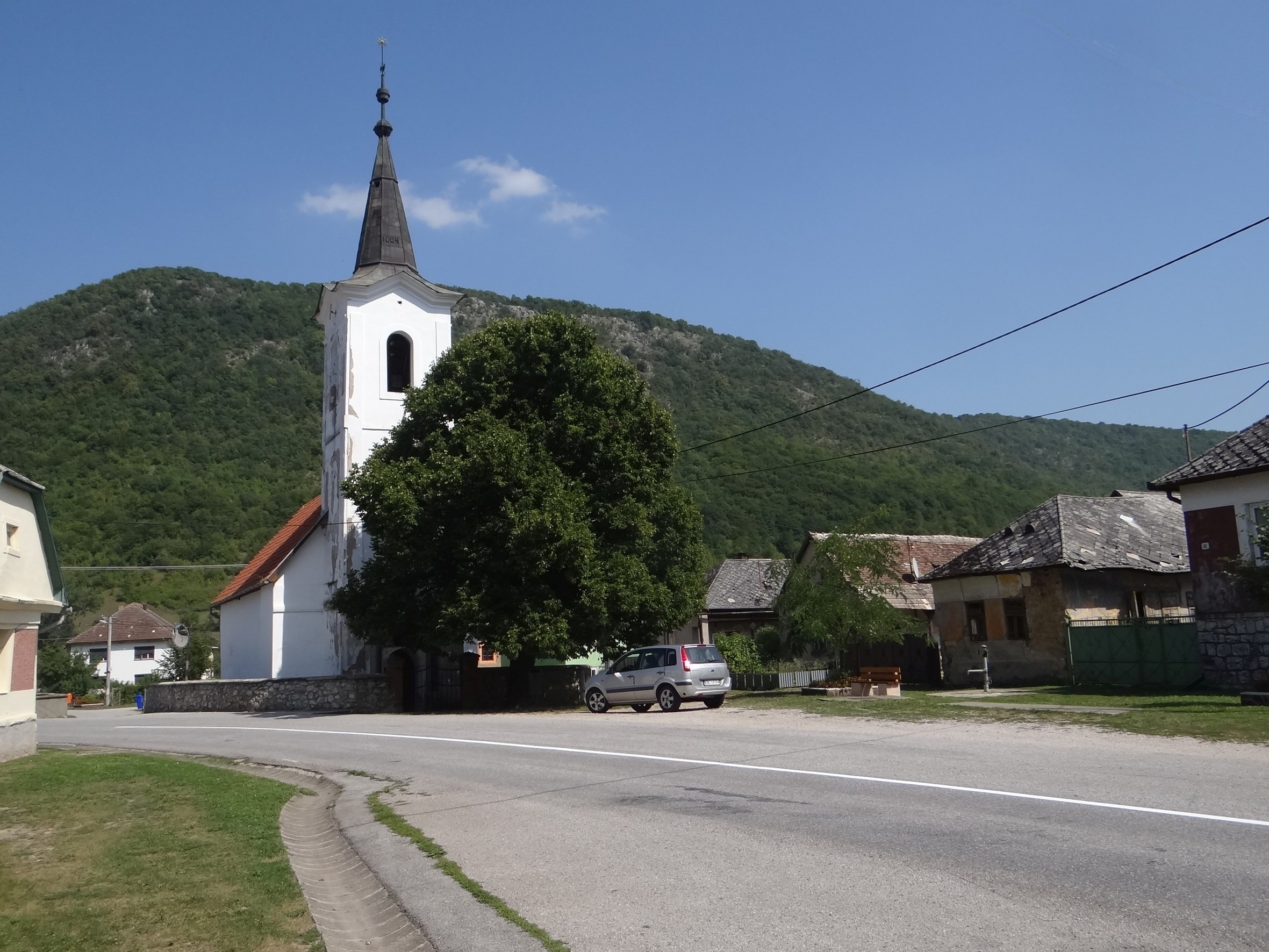
Pašková

Die Gemeinde befindet sich im Westteil des Slowakischen Karsts, im Tal des Flüsschens Štítnik im Einzugsgebiet der Slaná, zwischen den Hochplateaus Koniarska planina westlich und Plešivská planina östlich des Ortes. Das Ortszentrum liegt auf einer Höhe von 237 m n.m. und ist 22 Kilometer von Rožňava entfernt.
Nachbargemeinden sind Kunova Teplica im Norden, Plešivec im Osten und Süden und Štítnik (Exklave des Gemeindegebiets) im Westen.

## Geschichte
Pašková wurde zum ersten Mal 1318 als Pascahaza schriftlich erwähnt und war zuerst Besitz des Geschlechts Bebek (der Pleissnitzer Linie), ab der zweiten Hälfte des 16. Jahrhunderts gehörten die Ortsgüter verschiedenen Familien. Im 16. und 17. Jahrhundert war Pašková gegenüber dem Osmanischen Reich tributpflichtig. 1773 wohnten hier 25 leibeigene Bauern- und vier Untermieterfamilien, 1828 zählte man 30 Häuser und 252 Einwohner, die als Fuhrmänner, Hirten, Holzfäller, Kalkbrenner und Köhler beschäftigt waren.
Bis 1918/1919 gehörte der im Komitat Gemer und Kleinhont liegende Ort zum Königreich Ungarn und kam danach zur Tschechoslowakei beziehungsweise heute Slowakei. 1938 bis 1944 war er auf Grund des Ersten Wiener Schiedsspruchs noch einmal Teil Ungarns.

## Bevölkerung
| Jahr                | 1994 | 2004    | 2014     | 2024    |
| ------------------- | ---- | ------- | -------- | ------- |
| Anzahl der Personen | 274  | 286     | 340      | 335     |
| Unterschied         |      | +4,37 % | +18,88 % | −1,47 % |

| Jahr                | 2023 | 2024    |
| ------------------- | ---- | ------- |
| Anzahl der Personen | 339  | 335     |
| Unterschied         |      | −1,17 % |

Nach der Volkszählung 2011 wohnten in Pašková 303 Einwohner, davon 143 Slowaken, 135 Magyaren und 25 Roma.
84 Einwohner bekannten sich zur reformierten Kirche, jeweils 11 Einwohner zur Evangelischen Kirche A. B. und zur römisch-katholischen Kirche, acht Einwohner zu den Zeugen Jehovas, zwei Einwohner zur evangelisch-methodistischen Kirche und ein Einwohner zur griechisch-katholischen Kirche. 186 Einwohner waren konfessionslos.

## Baudenkmäler
- reformierte (calvinistische) Kirche im klassizistischen Stil aus dem Jahr 1802[6]

## Verkehr
Durch Pašková führt die Straße 2. Ordnung 587 zwischen Plešivec (Anschluss an die Straße 1. Ordnung 16) und Štítnik sowie weiter Nižná Slaná (Anschluss an die Straße 1. Ordnung 67). Die Haltestelle Pašková an der Bahnstrecke Plešivec–Slavošovce wird seit 2003 nicht mehr im regelmäßigen Personenverkehr angefahren, ebenso wie die ganze Bahnstrecke.